# Dammasjön
Dammasjön är en våtmark, tidigare sjö i Hultsfreds kommun i Småland och ingår i Emåns huvudavrinningsområde.